# Wissenschaftsjahr 1505
Liste der Wissenschaftsjahre

◄ | 1501 | 1502 | 1503 | 1504 | Wissenschaftsjahr 1505 | 1506 | 1507 | 1508 | 1509 | ► | ►►

Weitere Ereignisse
Dieser Artikel behandelt das Wissenschaftsjahr 1505.

## Ereignisse

### Biowissenschaften

#### Biologie
- Leonardo da Vinci verfasst um 1505 in der für ihn charakteristischen Spiegelschrift den Kodex über den Vogelflug.[1]

### Geisteswissenschaften

#### Pädagogik
- Joseph Grünpeck gründet in Regensburg das Gymnasium Poeticum.

### Ingenieurwissenschaften

#### Waffentechnik
- Der Nürnberger Patrizier Martin Löffelholz von Kolberg fertigt 1505 die Zeichnung eines Radschloss an.

### Naturwissenschaften

#### Geowissenschaften

##### Atmosphärenwissenschaften

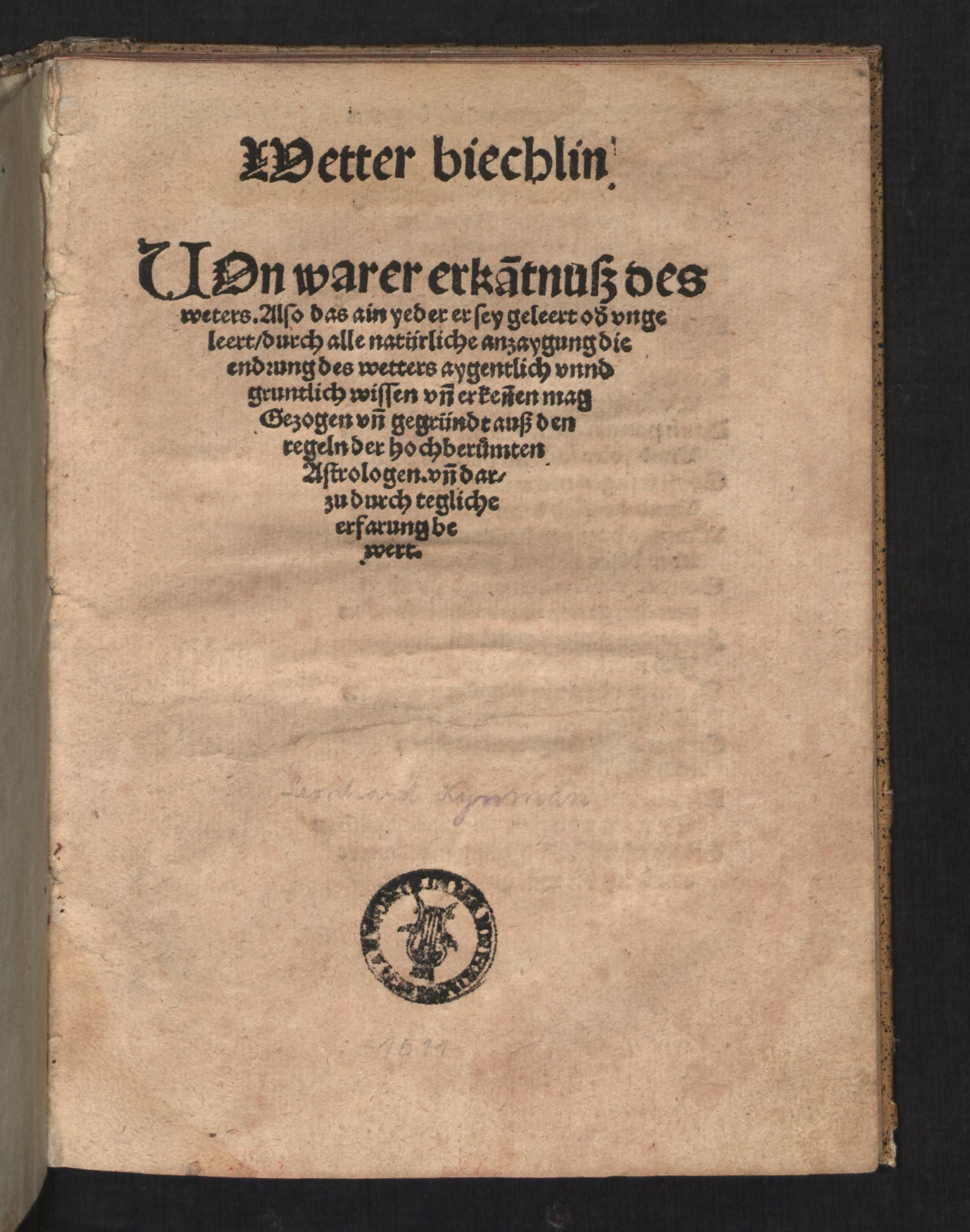
Wetterbüchlein, Titelseite einer Ausgabe von 1511

###### Meteorologie
- Das Wetterbüchlein, ein meteorologisches Volksbuch des Leonhard Reynmann, erscheint erstmals. Es ist das erste Verzeichnis von Wetterregeln, das sich nicht ausschließlich auf die Wetterkunde aus antiken und mittelalterlichen Quellen stützt, sondern auch auf Beobachtungen.

##### Geographie / Entdeckungen
- Die Portugiesen landen als erste Europäer auf Grande Comore.
- Juan de Bermúdez entdeckt auf seiner Rückfahrt von Hispaniola nach Spanien die später nach ihm benannten Bermudainseln.[2]
- Der portugiesische Seefahrer Gonçalo Álvares entdeckt wahrscheinlich im Juli 1505 die Gough-Insel, die 1519 erstmals kartographiert wird.

##### Mineralogie
- Ulrich Rülein von Calw veröffentlicht in Augsburg sein Buch „Eyn wohlgeordnet und nützlich büchlein, wie man bergwerk suchen und finden soll“, die erste wissenschaftliche Abhandlung über den Bergbau in Deutschland.

### Strukturwissenschaften

#### Mathematik
- Scipione del Ferro gelingt es eine Lösung für die reduzierte kubische Gleichung {\displaystyle x^{3}+ax+b=0} zu finden. Das Wissen wird von ihm aber nie veröffentlicht; erst auf dem Sterbebett gibt er es an seine Schüler Hannibal del Nave (sein Schwiegersohn und Nachfolger, um 1500 bis 1558) und Antonio Maria Fiore weiter.[3]

## Geboren

### Geburtsdatum gesichert

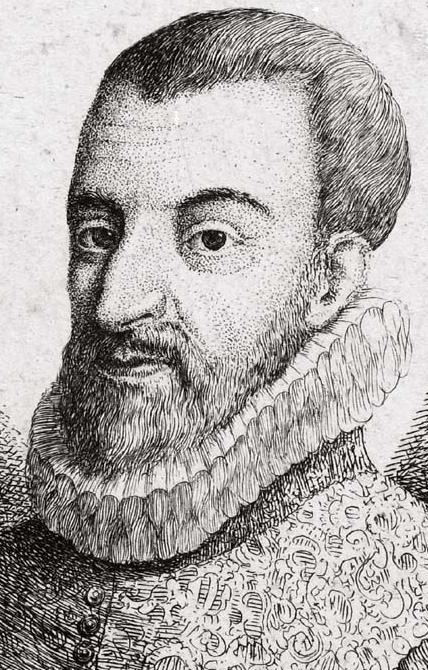
Aegidius Tschudi; * 5. Februar

- 05. Februar: Aegidius Tschudi, Schweizer Historiker, Politiker und Anhänger der Gegenreformation († 1572)
- 000Februar: Johannes Hartung, deutscher Gräzist und Hebraist († 1579)
- 20. Mai: Levinus Lemnius, niederländischer Mediziner und Autor († 1568)

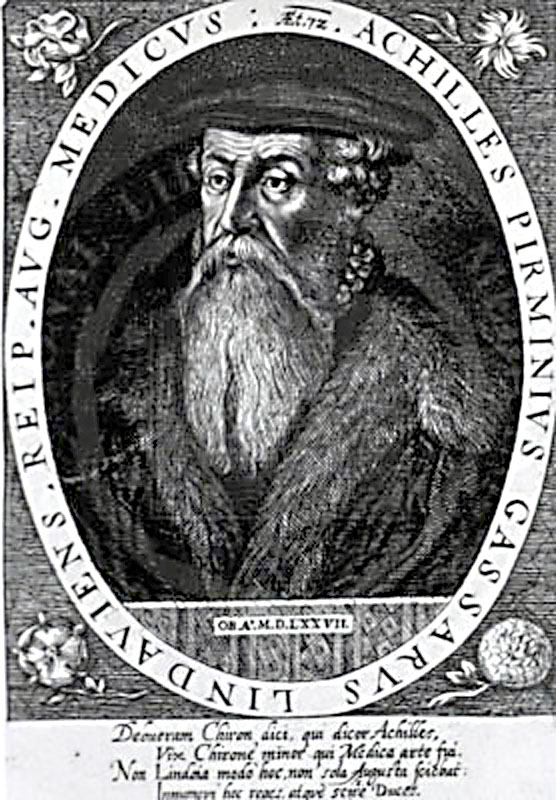
Achilles Pirminius Gasser; * 3. November

- 03. November: Achilles Pirminius Gasser, deutscher Historiker, Arzt, Medizinschriftsteller und Astrologe († 1577)

### Genaues Geburtsdatum unbekannt
- Giovan Battista Bellaso, italienischer Kryptologe († zwischen 1568 und 1581)
- Nicholas Udall, englischer Dramatiker, Erzieher und Kanonikus in Windsor († 1556)
- Johann Winter von Andernach, deutscher Arzt, Anatom, Humanist, Sprachlehrer und Verfasser († 1574)

### Geboren um 1505
- Cornelis Anthonisz, niederländischer Maler und Kartograph († 1553)

- Thomas Kantzow, deutscher Chronist und Historiker († 1542)

## Gestorben

### Todesdatum gesichert
- 28. Januar: Giovanni Garzoni, italienischer Humanist, Rhetoriker und Lehrer (* 1419)
- 06. März: Hinrich Boger, deutscher Dichter, Theologe und Humanist (* vor 1450)
- 06. Oktober: Johannes Adorf, deutscher katholischer Theologe
- 18. Oktober: As-Suyūtī, islamischer Gelehrter (* 1445)

### Genaues Todesdatum unbekannt
- Gabriele Zerbi, Veroneser Gerontologe (* 1445)